# Euprosopia integra
Euprosopia integra är en tvåvingeart som beskrevs av Mcalpine 1973. Euprosopia integra ingår i släktet Euprosopia och familjen bredmunsflugor. Inga underarter finns listade i Catalogue of Life.